# Pentamerismus ossianensis
Pentamerismus ossianensis är en spindeldjursart som beskrevs av Thewke och Enns 1971. Pentamerismus ossianensis ingår i släktet Pentamerismus och familjen Tenuipalpidae. Inga underarter finns listade i Catalogue of Life.